# Han Mei
Han Mei (Chinees: 韩 梅, 27 januari 1998) is een Chinees langebaanschaatsster. Sinds 2023/2024 komt ze uit namens Team Gold onder leiding van Johan de Wit.
In 2016 won Han drie zilveren medailles op de Olympische jeugdwinterspelen. In 2018 nam Han voor China deel aan de ploegenachtervolging op de Olympische Winterspelen. In 2022 werd ze op de WK afstanden 4e op de ploegenachtervolging.
In 2024 beleefde ze een sterk seizoen waar ze op de WK afstanden twee keer zilver won (1000 en 1500 meter) en ook vijfde werd op het WK allround.

## Persoonlijke records[2]
| Afstand    | Tijd    | Datum            | Baan           |
| ---------- | ------- | ---------------- | -------------- |
| 500 meter  | 38,01   | 9 maart 2024     | Inzell         |
| 1000 meter | 1.13,27 | 17 februari 2024 | Calgary        |
| 1500 meter | 1.52,95 | 27 januari 2024  | Salt Lake City |
| 3000 meter | 3.58,76 | 3 december 2021  | Salt Lake City |
| 5000 meter | 7.07,43 | 10 maart 2024    | Inzell         |

## Resultaten
| Jaar | WK Allround             | WK Afstanden                                  | Olympische Spelen                              | WK Junioren                                                         |
| ---- | ----------------------- | --------------------------------------------- | ---------------------------------------------- | ------------------------------------------------------------------- |
| 2013 |                         |                                               |                                                | 26e 1000m 14e 1500m 11e 3000m 6e achtervolging                      |
| 2014 |                         |                                               |                                                | 6e (10e, 7e, 10e, 5e)                                               |
| 2015 |                         |                                               |                                                | 17e (30e, 23e, 32e, 17e)                                            |
| 2016 |                         |                                               |                                                | · (4e, 4e, , 6e) · 7e massastart · 4e achtervolging · 4e teamsprint |
|      |                         |                                               |                                                |                                                                     |
| 2018 |                         |                                               | 5e achtervolging                               |                                                                     |
| 2019 | NC18 (6e, 23e, 19e, -)  | 20e 1500m 14e 3000m 5e achtervolging          |                                                |                                                                     |
| 2020 | NC15 (11e, 22e, 14e, -) | 24e 1500m                                     |                                                |                                                                     |
|      |                         |                                               |                                                |                                                                     |
| 2022 |                         |                                               | 11e 1500m 15e 3000m 11e 5000m 5e achtervolging |                                                                     |
| 2023 |                         | 13e 1000m 8e 1500m 11e 3000m 4e achtervolging |                                                |                                                                     |
| 2024 | 5e · (, 8e, , 6e)       | 1000m · 1500m · 7e 3000m · 5e achtervolging   |                                                |                                                                     |
| 2025 |                         | 4e 1000m · 1500m · 14e 3000m                  |                                                |                                                                     |

(#, #, #, #) = afstandspositie op juniorentoernooi (500m, 1500m, 1000m, 3000m) of op allroundtoernooi (500m, 3000m, 1500m, 5000m).
NC18 = niet gekwalificeerd voor de laatste afstand, maar wel als 18e geklasseerd in de eindrangschikking